# Liga Campionilor EHF Masculin 2024–2025
Liga Campionilor EHF 2024-25 este cea de-a 65-a ediție a turneului european de handbal pentru cluburi și a 32-a ediție în actualul format al Ligii Campionilor EHF Masculin.

## Format
Turneul se va desfășura folosind același format ca în cele trei sezoane precedente. Competiția începe cu o etapă a grupelor cu șaisprezece echipe împărțite în două grupe. Meciurile se desfășoară într-un sistem dublu round-robin cu meciuri acasă și în deplasare, câte paisprezece în total pentru fiecare echipă. În grupele A și B, primele două echipe se califică automat în sferturile de finală, echipele clasate pe locul 3 până la 6 intră în runda playoff.
Etapa eliminatorie include patru runde: play-off, sferturi de finală și un turneu final-patru care cuprinde două semifinale și finala. În playoff, opt echipe sunt împerecheate una împotriva celeilalte în meciuri cu două etape acasă și în deplasare (locul trei în grupa A joacă pe locul șase în grupa B; pe locul al patrulea grupa A joacă pe locul al cincilea în grupa B etc.) . Cei patru câștigători cumulativ ai play-off-ului avansează în sferturile de finală, alăturându-se primelor două echipe din Grupele A și B. Cele opt echipe din sferturi de finală sunt împerecheate una împotriva celeilalte în meciuri cu două etape acasă și în deplasare, cei patru câștigători la totalitate calificându-se. la turneul final four.
În turneul final four, semifinalele și finala se joacă ca meciuri individuale într-o locație preselectată.

## Clasamente
Zece dintre cele șaisprezece echipe care concurează în faza grupelor vor fi stabilite prin clasamentul asociației EHF pentru sezonul 2024–25, pe baza rezultatelor celor trei sezoane precedente. Restul de șase locuri vor fi acordate ca wildcards.
| Clasament | Asociație           | Puncte | Nr. de echipe |
| --------- | ------------------- | ------ | ------------- |
| 1         | Spania⁠(d)           | 217,00 | 1             |
| 2         | Germania⁠(d)         | 170.00 | 2             |
| 3         | Polonia⁠(d)          | 156.67 | 2             |
| 4         | Franța⁠(d)           | 140.33 | 2             |
| 5         | Danemarca⁠(d)        | 137.00 | 2             |
| 6         | Ungaria⁠(d)          | 124.33 | 2             |
| 7         | Belarus⁠(d)(exclusa) | 69.50  | 0             |
| 8         | Portugalia⁠(d)       | 61.67  | 1             |

| Clasament | Asociație            | Puncte | Nr. de echipe |
| --------- | -------------------- | ------ | ------------- |
| 9         | Norvegia⁠(d)          | 57.00  | 1             |
| 10        | Ucraina⁠(d)           | 57.00  | 0             |
| 11        | România              | 56.50  | 1             |
| 12        | Slovenia⁠(d)          | 52.00  | 0             |
| 13        | Macedonia de Nord⁠(d) | 50.33  | 1             |
| 14        | Croația⁠(d)           | 44.00  | 1             |
| 15        | 36 asociații         | 0.00   | 0             |

## Echipe
Primele nouă echipe au fost dezvăluite pe 7 iunie 2024. Echipele care au aplicat pentru un wildcard au fost anunțate pe 13 iunie 2024. Pe 21 iunie a fost anunțată lista finală.
| Aalborg Håndbold⁠(d) (1st)       | Paris Saint-Germain (1st⁠(d) | Barcelona (1st⁠(d)         | SC Magdeburg⁠(d) (1st)     |
| Füchse Berlin (2nd)             | Telekom Veszprém (1st)      | Kolstad Håndball (1st)⁠(d) | Orlen Wisła Płock (1st)   |
| Sporting CP (1st)               | RK Zagreb⁠(d) (1st)WC        | HBC Nantes⁠(d) (2nd⁠(d)WC   | SC Pick Szeged⁠(d) (2nd)WC |
| RK Eurofarm Pelister⁠(d) (1st)WC | Industria Kielce⁠(d) (2nd)WC | Dinamo București (1st)WC  | Fredericia HK⁠(d) (2nd)WC  |

Echipe respinse
| CD Bidasoa Irun⁠(d) (2nd⁠(d)     | Elverum Håndball⁠(d) (2nd)⁠(d) | FC Porto (2nd) |
| Kadetten Schaffhausen⁠(d) (1st) | HT Tatran Prešov⁠(d) (1st)    |                |

## Tragere la sorți
Extragerea a avut loc pe 27 iunie 2024.

## Faza grupelor

### Grupa A
| Loc | Echipa                  | MJ | V  | E | Î  | GM  | GP  | DG  | Pct | Calificare         |
| --- | ----------------------- | -- | -- | - | -- | --- | --- | --- | --- | ------------------ |
| 1   | Telekom Veszprém        | 14 | 12 | 0 | 2  | 399 | 342 | +57 | 24  | Sferturi de finală |
| 2   | Sporting CP⁠(d)          | 14 | 8  | 2 | 4  | 393 | 341 | +52 | 18  | Sferturi de finală |
| 3   | Füchse Berlin⁠(d)        | 14 | 9  | 0 | 5  | 397 | 379 | +18 | 18  | Playoff-uri        |
| 4   | Paris Saint-Germain⁠(d)  | 14 | 9  | 0 | 5  | 394 | 393 | +1  | 18  | Playoff-uri        |
| 5   | Dinamo București        | 14 | 6  | 0 | 8  | 426 | 439 | −13 | 12  | Playoff-uri        |
| 6   | Orlen Wisła Płock⁠(d)    | 14 | 5  | 1 | 8  | 314 | 311 | +3  | 11  | Playoff-uri        |
| 7   | RK Eurofarm Pelister⁠(d) | 14 | 3  | 2 | 9  | 291 | 332 | −41 | 8   |                    |
| 8   | Fredericia HK⁠(d)        | 14 | 1  | 1 | 12 | 334 | 407 | −73 | 3   |                    |

### Grupa B
| Loc | Echipa                    | MJ | V  | E | Î  | GM  | GP  | DG  | Pct | Calificare         |
| --- | ------------------------- | -- | -- | - | -- | --- | --- | --- | --- | ------------------ |
| 1   | Barça                     | 14 | 10 | 2 | 2  | 389 | 353 | +36 | 22  | Sferturi de finală |
| 2   | Aalborg Håndbold⁠(d)       | 14 | 8  | 2 | 4  | 372 | 362 | +10 | 18  | Sferturi de finală |
| 3   | HBC Nantes⁠(d)             | 14 | 7  | 3 | 4  | 369 | 350 | +19 | 17  | Playoff-uri        |
| 4   | SC Magdeburg⁠(d)           | 14 | 6  | 1 | 7  | 346 | 334 | +12 | 13  | Playoff-uri        |
| 5   | OTP Bank - Pick Szeged⁠(d) | 14 | 6  | 1 | 7  | 368 | 362 | +6  | 13  | Playoff-uri        |
| 6   | Industria Kielce⁠(d)       | 14 | 5  | 1 | 8  | 334 | 357 | −23 | 11  | Playoff-uri        |
| 7   | Kolstad Håndball⁠(d)       | 14 | 5  | 1 | 8  | 342 | 371 | −29 | 11  |                    |
| 8   | RK Zagreb⁠(d)              | 14 | 3  | 1 | 10 | 317 | 348 | −31 | 7   |                    |

## Etapa eliminatorie

### Playoff-uri
| Echipa 1                  | Scor gen. | Echipa 2               | Tur   | Retur |
| ------------------------- | --------- | ---------------------- | ----- | ----- |
| Industria Kielce⁠(d)       | 64–70     | Füchse Berlin⁠(d)       | 27-33 | 37-37 |
| Orlen Wisła Płock⁠(d)      | 52–54     | HBC Nantes⁠(d)          | 28-25 | 24-29 |
| OTP Bank - Pick Szeged⁠(d) | 65–56     | Paris Saint-Germain⁠(d) | 30-31 | 35-25 |
| Dinamo București          | 55–65     | SC Magdeburg⁠(d)        | 26-30 | 29-35 |

### Sferturi de finală
| Echipa 1                  | Scor gen. | Echipa 2            | Tur   | Retur |
| ------------------------- | --------- | ------------------- | ----- | ----- |
| SC Magdeburg⁠(d)           | 54–53     | Telekom Veszprém    | 26–26 | 28–27 |
| OTP Bank - Pick Szeged⁠(d) | 54–56     | Barça               | 24–27 | 30–29 |
| HBC Nantes⁠(d)             | 60–57     | Sporting CP⁠(d)      | 28–27 | 32–30 |
| Füchse Berlin⁠(d)          | 77–65     | Aalborg Håndbold⁠(d) | 37–29 | 40–36 |

### Final four
Final four a avut loc la Lanxess Arena, Köln, Germania, pe 14 și 15 iunie 2025.
|  | Semifinalele     | Semifinalele    |                  |    | Finala | Finala |
|  |                  |                 |                  |    |        |        |
|  | 14 iunie 2025    |                 |                  |    |        |        |
|  |                  |                 |                  |    |        |        |
|  | Füchse Berlin⁠(d) | 34              |                  |    |        |        |
|  | Füchse Berlin⁠(d) | 34              | 15 iunie 2025    |    |        |        |
|  | HBC Nantes⁠(d)    | 24              |                  |    |        |        |
|  | HBC Nantes⁠(d)    | 24              | Füchse Berlin⁠(d) | 26 |        |        |
|  | 14 iunie 2025    |                 | Füchse Berlin⁠(d) | 26 |        |        |
|  |                  | SC Magdeburg⁠(d) | 32               |    |        |        |
|  | Barça            | SC Magdeburg⁠(d) | 32               | 30 |        |        |
|  | Barça            |                 |                  | 30 |        |        |
|  | SC Magdeburg⁠(d)  | 31              |                  |    |        |        |
|  | SC Magdeburg⁠(d)  | 31              | Finala mică      |    |        |        |
|  |                  |                 |                  |    |        |        |
|  | 15 iunie 2025    |                 |                  |    |        |        |
|  |                  |                 |                  |    |        |        |
|  | HBC Nantes⁠(d)    | 30              |                  |    |        |        |
|  | HBC Nantes⁠(d)    | 30              |                  |    |        |        |
|  | Barça            | 25              |                  |    |        |        |